# Messiasveerne
Messiasveerne, Veerne eller Messiastidens fødselsveer er udtryk der henter deres oprindelse blandt andet i Markusevangeliet kapitel 13 (Mark. 13,8, sml. Matt. 24,8) hvor det hedder:
 For folk skal rejse sig imod folk, og land imod land, sted efter sted skal der komme jordskælv, og der skal komme hungersnød. Dette er begyndelsen på veerne.
Andre udtryk er Trængselstidens begyndelse eller blot Trængselstiden, (Åb 7,14, Matt. 24,21?)
Om trængselstider kan man finde adskillige steder i Biblen:
- Herre, vær os nådig, vi sætter vort håb til dig; vær vor støtte hver morgen, vor frelse i trængselstid! (Esaias 33,2)
- Ve jer! Stor er denne dag, ingen dag er som den! Det er en trængselstid for Jakob, men han skal komme frelst ud af den. (Jeremias 14,8)

Veerne og trængselstiden som forvarsler
Disse forskellige foreteelser er for en apokalyptiker forvarsler om det afgørende tidsskifte; de er "tegn" som bebuder verdensafslutningen, fordi de varsler Messias' snarlige komme, som veerne hos den gravide er et symptom på at barnet fødsel snart kan ventes.
Højdepunktet når disse forudgående trængsler i antikrists fremtræden; han er Satans særlige udsending, ondskabens kulmination som får lov at rase en kort tid inden han endeligt besejres og tilintetgøres af Messias; hans tilsynekomst betyder altså at det nu ikke kan vare længe inden Messias åbenbares på himlens skyer med megen kraft og herlighed. Fremtidshåbet indebærer tillige at når denne himmelske skikkelse får overvundet sin modstander, indtræder de dødes opstandelse, verdensdommen og til sidst den evige salighed; undertiden tænkes denne virkeliggjort i to tempi idet der forud for den endelige verdensdom – som første stadium – regnes med et jordisk Messiasherredømme i en begrænset tidsperiode, "tusindårsriget".
Disse tanker forekommer ifølge Mosbech i de senjødiske apokalyptiske skrifter i mange forskellige modifikationer og kombinationer, således at der har eksisteret en apokalyptisk tradition som de nytestamentlige forfattere har kunnet øse af.